# Les Riceys
Les Riceys è un comune francese di 1 403 abitanti situato nel dipartimento dell'Aube nella regione del Grand Est.

## Società

### Evoluzione demografica
Abitanti censiti